# Blue (album)
Blue este cel de-al patrulea album de studio al cântăreței și chitaristei canadiene Joni Mitchell, lansat la 22 iunie 1971 de casa de discuri Reprise Records. Scris și produs în întregime de Mitchell, a fost înregistrat în 1971 la A&M Studios din Hollywood, California. Creat imediat după despărțirea de Graham Nash, și în timpul unei relații intense cu James Taylor, Blue explorează diverse fațete ale relațiilor, de la dragoste absolută, în „A Case of You”, la nesiguranță, în „This Flight Tonight”. Cântecele prezintă acompaniamente simple la pian, chitară și dulcimer Appalachian. Albumul a ajuns pe locul 3 în UK Albums Chart, pe locul 9 în Canadian RPM Albums Chart, și pe locul 15 în Billboard 200.
În prezent, Blue este în general considerat de criticii muzicali ca fiind unul dintre cele mai bune albume din toate timpurile; coeziunea compozițiilor, a textului și a vocii lui Mitchell sunt frecvent lăudate. În ianuarie 2000, The New York Times a ales pe Blue ca fiind unul dintre cele 25 de albume care au reprezentat „puncte de cotitură și vârfuri în muzica populară a secolului XX”. În 2020, Blue a fost clasat pe locul al treilea în topul celor mai bune albume 500 de albume din toate timpurile, întocmit de Rolling Stone, cea mai înaltă intrare a unei artiste de sex feminin. De asemenea, a fost votat pe locul 24 în cea de-a treia ediție a All Time Top 1000 Albums (2000) de Colin Larkin. În iulie 2017, Blue a fost ales de NPR ca fiind cel mai bun album din toate timpurile realizat de o femeie.

## Compunere

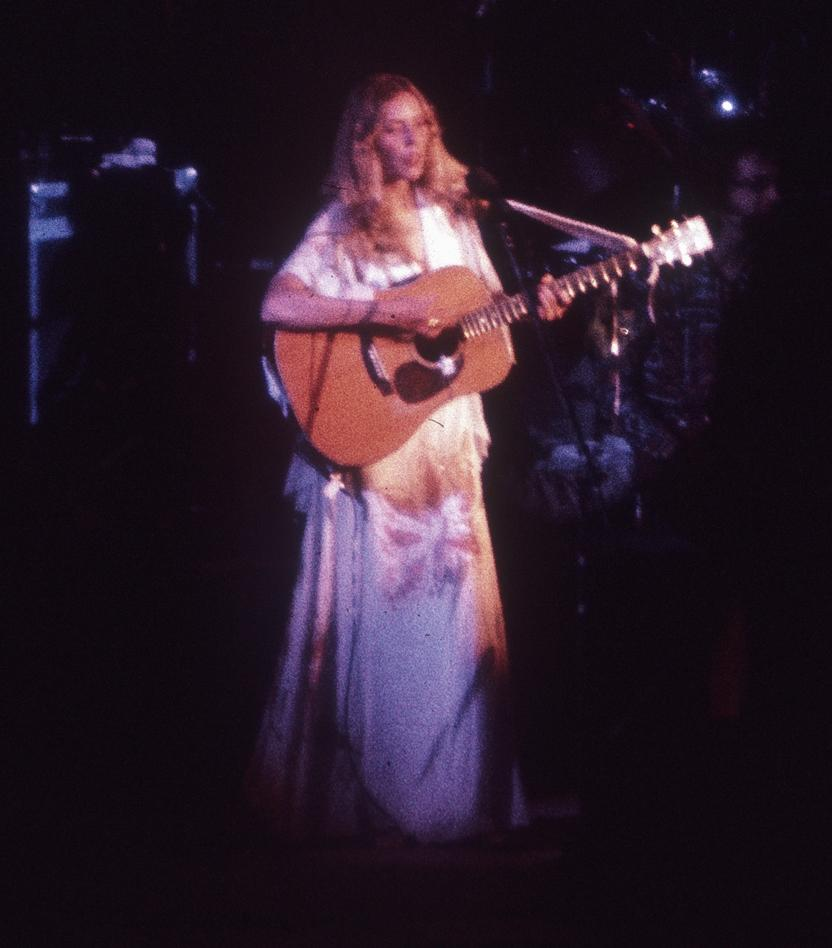
În 1979, Mitchell a reflectat: „Pe albumul Blue, nu există aproape nicio notă dezonestă”.

În ciuda succesului primelor sale trei albume și a unor piese precum „Woodstock”, în ianuarie 1970, Mitchell a luat decizia de a se retrage din activitatea de artist. La începutul primăverii anului 1970, ea a plecat într-o vacanță prin Europa. În timp ce se afla pe insula Creta și stătea în Matala, a scris unele dintre cântecele care apar pe Blue. Această călătorie a fost fundația pentru cântecele „Carey” și „California” - „Carey” a fost inspirată de relația ei cu un american pe nume Cary Raditz, care era „țăranul de pe o insulă grecească” din „California”. Unele dintre cântecele de pe Blue au fost inspirate de relația pe care Mitchell a avut-o cu Graham Nash în perioada 1968-1970. Relația lor era deja zbuciumată atunci când ea a plecat în Europa, iar în timp ce se afla în Formentera i-a trimis lui Nash telegrama prin care l-a anunțat că relația lor s-a terminat. Se crede că melodiile „My Old Man” și „River” au fost inspirate de relația lor.
O altă experiență crucială din viața lui Mitchell care a determinat apariția albumului a fost relația ei cu James Taylor. Ea începuse o relație intensă cu Taylor în vara anului 1970, vizitându-l pe platoul de filmare al filmului Two-Lane Blacktop, a cărui aură este menționată în „This Flight Tonight”. Piesele „Blue” și „All I Want” au referiri specifice la relația ei cu Taylor, cum ar fi un pulover pe care l-a tricotat pentru el în acea perioadă, și dependența lui de heroină. În timpul realizării piesei „Blue”, în ianuarie 1971, ei erau încă foarte îndrăgostiți și implicați unul în viața celuilalt. În martie, faima lui Taylor explodase, provocând fricțiuni. Se pare că ea a fost devastată când el a rupt relația.
Albumul a fost aproape lansat într-o formă oarecum diferită. În martie 1971, masterizările finalizate pentru album erau gata pentru producție. Inițial, existau trei cântece vechi care nu se regăsiseră pe niciunul dintre albumele ei anterioare. În ultimul moment, Mitchell a decis să elimine două dintre cele trei, pentru a putea adăuga noile cântece „All I Want” și „The Last Time I Saw Richard”. „Little Green”, compus în 1967, a fost singurul cântec vechi care a rămas.

## Recepție
Jason Ankeny de la AllMusic descrie Blue ca fiind „albumul unui cantautor confesiv prin excelență”. Lăudând cântecele ca fiind „nervi cruzi, povești de dragoste și pierdere, gravate cu o complexitate uimitoare”, Ankeny concluzionează scriind: „Fără rival în intensitatea sa”. Redactorii de la Pitchfork au acordat albumului o notă perfectă de 10 din 10, numindu-l „probabil cel mai eviscerant album de despărțire realizat vreodată”.
Blue a fost inclus în ediția din 2018 a cărții 1001 de albume de ascultat într-o viață a lui Robert Dimery. Pe baza aparițiilor albumului Blue în clasamentele și listele profesionale, site-ul agregat Acclaimed Music îl listează ca fiind al 4-lea cel mai apreciat album al anului 1971, al 16-lea cel mai apreciat album al anilor 1970, și al 49-lea cel mai apreciat album din istorie.

## Prestație comercială
Albumul a fost un succes comercial. În Canada, albumul a ajuns pe locul nouă în clasamentul canadian RPM Albums Chart. În Regatul Unit, albumul a ajuns pe locul trei în UK Albums Chart, și a fost certificat dublu platină de către British Phonographic Industry (BPI) pentru vânzări de peste 600.000 de exemplare. În SUA, albumul a ajuns pe locul 15 în topul Billboard 200. Ulterior, albumul a fost certificat cu platină pentru vânzări de peste un milion de exemplare. Single-ul „Carey” a ajuns pe locul 93 în topul Billboard Hot 100. În 2021, Blue a ajuns pe locul 1 în topul iTunes, la 50 de ani de la lansare. A devenit, de asemenea, CD-ul audio numărul 1 pe Amazon.com.

## Conținut
Toate melodiile sunt scrise și compuse de Joni Mitchell. 
| Blue            |                               |         |  |
| Nr.             | Titlu                         | Lungime |  |
| 1.              | „All I Want”                  | 3:34    |  |
| 2.              | „My Old Man”                  | 3:34    |  |
| 3.              | „Little Green”                | 3:27    |  |
| 4.              | „Carey”                       | 3:02    |  |
| 5.              | „Blue”                        | 3:05    |  |
| 6.              | „California”                  | 3:51    |  |
| 7.              | „This Flight Tonight”         | 2:51    |  |
| 8.              | „River”                       | 4:04    |  |
| 9.              | „A Case of You”               | 4:22    |  |
| 10.             | „The Last Time I Saw Richard” | 4:15    |  |
| Lungime totală: | Lungime totală:               | 36:15   |  |